# Бруслаки
Бруслаки (рос. Бруслаки; рум. Bruslachi) — село в Григоріопольському районі в Молдові (Придністров'ї). Входить до складу Гиртопської сільської ради.